# Matthieu Calame
Pour les articles homonymes, voir Calame (homonymie).
Matthieu Calame (né en 1970) est un expert français des problématiques agricoles et alimentaires.

## Formation
Ingénieur agronome formé à l'École nationale supérieure agronomique de Toulouse (ENSAT).

## Parcours professionnel
Matthieu Calame a procédé à la reconversion vers une gestion durable du domaine rural de la ferme de la Bergerie, situé sur le domaine de Villarceaux, sur la commune de Chaussy (Val-d'Oise). 
Durant trois ans, de 2003 à 2006, il a également occupé les fonctions de président de l'Institut technique de l'agriculture biologique (ITAB).
Actuellement chargé du dossier de l’évaluation des recherches sur le vivant et de la gestion durable des territoires au sein de la Fondation Charles Léopold Mayer pour le progrès de l'Homme, il intervient et participe régulièrement à des rencontres diverses, en qualité d'auditeur à l'Institut des hautes études pour la science et la technologie, ou en tant que contributeur dans La vie des idées par exemple.
Depuis 2009, il est directeur de la Fondation Charles Léopold Mayer pour le progrès de l'Homme, liée à sa famille.

## Publications
- Une agriculture pour le XXIe siècle. Manifeste pour une agronomie biologique, Paris, Éditions Charles Léopold Mayer, 2007, 153 p. (présentation en ligne, lire en ligne)
- La Tourmente alimentaire. Pour une politique agricole mondiale, Paris, Éditions Charles Léopold Mayer, 2008, 208 p. (ISBN 978-2-84377-142-2, présentation en ligne, lire en ligne)
- Lettre ouverte aux scientistes. Alternatives démocratiques à une idéologie cléricale, Paris, Éditions Charles Léopold Mayer, 2011, 152 p. (ISBN 978-2-84377-160-6, présentation en ligne, lire en ligne)
- « Cinq propositions pour le développement durable », Écologie & politique, vol. 45, no. 2, 2012, pp. 177-184.
- Matthieu Calame, « De l'incongruité des pratiques agricoles et alimentaires du XXIe siècle », dans Le monde au XXIIe siècle : Utopies pour après-demain, PUF, coll. « La vide des idées » (1re éd. 2014), 120 p. (ISBN 9782130631408, lire en ligne)
- Comprendre l'agroécologie. Origines, principes et politiques, Paris, Éditions Charles Léopold Mayer, 2016, 160 p. (ISBN 978-2-84377-202-3, présentation en ligne)
- La France contre l'Europe. Histoire d'un malentendu, Paris, Les Petits Matins, 2019, 160 p. (ISBN 978-2-36383-259-7)
- Le paysan, le prince et le prêtre. Alimentation, pouvoir et cosmologie de la révolution néolithique à la révolution écologique, Lausanne, UNIL, 2020, 360 p.
- Enraciner l'agriculture, Paris, PUF, 2020, 362 p. (ISBN 978-2-13-081829-8)